# Kalanchoe quartiniana
Kalanchoe quartiniana là một loài thực vật có hoa trong họ Crassulaceae. Loài này được A. Rich. miêu tả khoa học đầu tiên năm 1847.